# Ibrahim Koma
Pour les articles homonymes, voir Koma.
Ibrahim Koma est un acteur français, né le 5 novembre 1987 à Paris.

## Biographie

### Enfance et formation
Ibrahim Koma est né en 1987 dans le 20e arrondissement de Paris. Il est d’origine malienne, par sa famille soninkée et grandit à Antony, dans les Hauts-de-Seine, dans la cité des Baconnets avec ses quatre frères, deux sœurs et sa mère veuve.
Par le biais de son frère aîné, Diouc Koma, jeune comédien lui aussi, il est présenté à un agent à tout juste 10 ans.

### Carrière
En 1998, à dix ans, Ibrahim Koma fait sa première apparition dans un épisode de la série télévisée Navarro, auprès de Roger Hanin.
En 2001, il interprète un des deux rôles principaux, celui d’Adama, dans une comédie Fais-moi des vacances de Didier Bivel : l'histoire de deux enfants, bloqués dans leur cité, qui emploient tous les moyens pour partir en vacances.
Entre 2002 à 2006, il se fait remarquer avec sa participation à cinquante-sept épisodes de la série Sous le soleil, diffusée sur TF1. Il y interprète Zacharie Mondino, petit orphelin gravement malade, qui va connaître bien des aventures.
En 2003, à l'âge de seize ans, comme il est accaparé par les tournages, il abandonne l'école pour se consacrer pleinement à sa carrière. Il suit une formation d’acteur aux cours Viriot, établissement privé à Paris.
En 2009, on le voit dans des épisodes de séries comme Central Nuit et Julie Lescaut.
En 2011, il participe au Laboratoire de l’acteur - Hélène Zidi. Il vit à Londres pendant quelque temps afin de parfaire sa connaissance de l'anglais.
En 2012, il joue le rôle de Djibril dans La Cité rose de Julien Abraham, ce qui lui permet de se faire connaitre du grand public et lui vaut d'être présélectionné au César du meilleur espoir masculin 2014,.
En 2014, il incarne un jeune joueur de football, Leslie Konda, personnage central du film Le Crocodile du Botswanga de Lionel Steketee et Fabrice Éboué.
En 2016 et 2017 il est à l’affiche de deux longs métrages : Wùlu, de Daouda Coulibaly — pour lequel il obtient de nombreux prix et nominations —, et Wallay, réalisé par Berni Goldblat.
En 2021, il joue dans la comédie à succès  OSS 117 : Alerte rouge en Afrique  réalisée par Nicolas Bedos.
En 2021, il interprète le rôle de Jean Passepartout dans la série britannique Le Tour du monde en quatre-vingts jours (Around the World in 80 Days) aux côtés de David Tennant et Leonie Benesch qui incarnent respectivement les rôles de Phileas Fogg et de la journaliste Abigail Fix.

## Filmographie

### Cinéma

#### Longs métrages
- 1999 : Mon père, ma mère, mes frères et mes sœurs… de Charlotte de Turckheim (scènes coupées au montage)
- 2001 : Fais-moi des vacances de Didier Bivel : Adama
- 2001 : Les filles, personne s'en méfie de Charlotte Silvera
- 2002 : 3 zéros de Fabien Onteniente : scènes coupées au montage
- 2002 : La Mentale de Manuel Boursinhac
- 2006 : Beur blanc rouge de Mahmoud Zemmouri : Moussa
- 2012 : La Cité rose de Julien Abraham : Djibril
- 2013 : Gare du Nord de Claire Simon : l'ancien de G2N
- 2013 : Je suis Daddy de Mickael N'Dour : Isidore
- 2014 : Le Crocodile du Botswanga de Fabrice Eboué et Lionel Steketee : Leslie Konda
- 2016 : Wùlu de Daouda Coulibaly : Ladji
- 2016 : Wallay de Berni Goldblat : Jean
- 2018 : Le Grand Bain de Gilles Lellouche : le technicien de la piscine
- 2018 : La Leçon de danse de Caroline Chomienne
- 2021 : OSS 117 : Alerte rouge en Afrique noire de Nicolas Bedos : Promedi
- 2021 : As Far as I Can Walk (Strahinja Banović) de Stefan Arsenijević : Strahinja

#### Court métrage
- 2002 : La Fourmi amoureuse de José Hernandez

### Télévision

#### Téléfilms
- 1999 : Palazzo de Patrick Jamain
- 2001 : Les P'tits Lucas de Dominique Ladoge : François
- 2006 : Sois le meilleur de Christophe Barraud
- 2019 : États d'urgence de Vincent Lannoo : Amir
- 2024 : Brigade Flaubert de Bénédicte Delmas : Camille

#### Séries télévisées
- 1998 : Navarro (saison 9, épisode[Lequel ?])
- 1999 : Décollage immédiat : Idrissa (épisode L'Enfance volée)
- 2000 : Police District (épisode "Situation familiale)
- 2000 : Le Crocodile (épisode Tableau de chasse)
- 2001 : Chère Marianne : Aboubakar(épisode Cellule familiale)
- 2002-2008 : Sous le soleil : Zacharie (57 épisodes)
- 2004 : K.ça : Hong (10 épisodes)
- 2004 : Navarro : P’tit Louis (saison 16, épisode 1 : Zéro pointé)
- 2006 : Central Nuit : Plume (épisode La Loi de la cité)
- 2008 : Ben et Thomas : Siki (épisode Slalom)
- 2009 : Julie Lescaut : Jimmy Ferran (épisode Fragile)
- 2009 : Équipe médicale d'urgence : Jamel (épisode Ça passe ou ça casse)
- 2009 : Central Nuit : Oscar Malonga (épisode Rêves brisés)
- 2012 : Alice Nevers, le juge est une femme : Lucas (épisode  Bio connection)
- 2013 : Sous le soleil de Saint-Tropez : Zacharie (4 épisodes)
- 2015 : Dos au mur : Oscar Malonga (saison 1, épisode 1 : Sous le vernis)
- 2018 : Maman a tort : Lucas (6 épisode)
- 2021 : Le Tour du monde en quatre-vingts jours (Around the World in 80 Days) : Passepartout (8 épisodes)
- 2021 : The head saison 2 : (6 épisodes)

### Clip
- 2013 : Maintenant[6] de Fababy, réalisé par Serge Bonafous

## Théâtre
- 2001 : Gare du Nord : les voix de Claire Simon

## Doublage

### Longs métrages
- 2008 : Johnny Mad Dog : voix additionnelles
- 2010 : Africa United : Foreman George (Yves Dusenge)

### Série télévisée
- 2022 : Anatomie d'un divorce : Phillip (Ralph Adriel Johnson) (mini-série)

## Distinctions

### Récompenses
- Festival panafricain du cinéma et de la télévision de Ouagadougou 2017 : Prix d'interprétation masculine pour Wùlu[7]
- Africa International Film Festival 2017 : Prix d'interprétation masculine pour Wùlu
- Trophée francophone du cinéma de Yaoundé 2017 : Prix d'interprétation masculine pour Wùlu

### Nomination
- Cérémonie des César 2014 : Meilleur espoir masculin[8] pour La Cité rose